# Jürgen Dietz

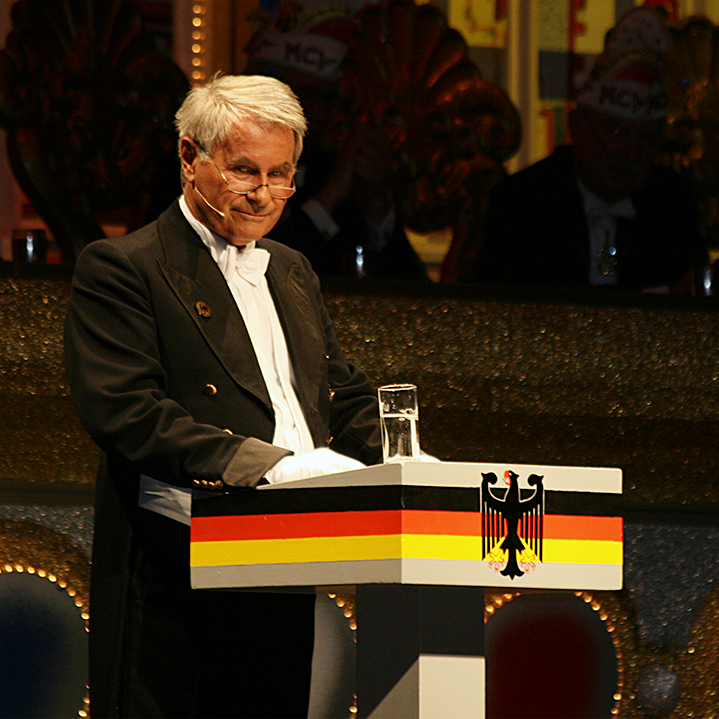
Jürgen Dietz in seiner Rolle als „Der Bote vom Bundestag“ (2010)

Ernst-Jürgen Dietz (* 15. August 1941 in Mainz; † 7. Februar 2015 ebenda) war ein deutscher Manager und Fastnachts-Büttenredner, dessen bekannteste Figur „Der Bote vom Bundestag“ war.
Im realen Leben war er gelernter Kaufmann und Geschäftsführer zweier Firmen für Medizin-Technik in Mainz und Erfurt.
Dietz trat zum ersten Mal 1978 als „Simplicius Simplicissimus“ in der Mainzer-Fastnacht-Fernseh-Sitzung Mainz bleibt Mainz, wie es singt und lacht auf. Nach jährlich wechselnden Rollen entschied er sich 1987 für die Figur des „Boten vom Bundestag“. In dieser Rolle nahm er die Geschehnisse im politischen Deutschland unter die karnevalistische Lupe. Die Figur des in Prosa sprechenden Bundestagsboten, ähnlich einem Saaldiener im Deutschen Bundestag, hatte Dietz selbst kreiert.
Dietz war Vizepräsident und damit Mitglied des geschäftsführenden Vorstands und des Komitees des Mainzer Carneval-Vereins.
Er starb am 7. Februar 2015 an den Folgen einer Tumor-Erkrankung.

## Trivia
Bekannt für seine Auftritte als Der Bote vom Bundestag war die typische Verabschiedung am Ende seiner Vorträge mit den Worten „Deutschland, Deutschland über alles, über alles wächst mal Gras. Ist das Gras so’n Stück gewachsen, frisst’s ein Schaf und sagt: Das war’s.“
Insgesamt ist er bei Mainz bleibt Mainz 33 mal als Vortragsredner aufgetreten.

## Mainz bleibt Mainz, wie es singt und lacht
- 1978: Simplicius Simplicissimus
- 1980: Filmregisseur
- 1982: Elektrikerlehrling
- 1983: Hobbykoch
- 1985: Croupier[9]
- 1986: Einer von den Gebrüdern Grimm[10]
- 1987–2014: Bote vom Bundestag[11]